# 러프 드래프트 스튜디오
러프 드래프트 스튜디오(영어: Rough Draft Studios, Inc.. RDS)는 미국 캘리포니아에 위치한 애니메이션 제작사다.
러프 드래프트 스튜디오는 그렉 반조와 니키 반조가 로스앤젤레스 밴나이즈에 설립했다. 〈렌과 스팀피〉의 애니메이션 감독을 하던 그렉은 시리즈의 아웃소싱을 위해 1998년 대한민국에 자회사인 러프 드래프트 코리아(Rough Draft Korea)를 설립했다.